# Macskagyökérformák
A macskagyökérformák (Valerianoideae) a mácsonyavirágúak (Dipsacales) rendjébe tartozó loncfélék (Caprifoliaceae) családjának egy alcsaládja. Sokáig önálló családként tartották számon macskagyökérfélék (Valerianaceae) néven. Az APG III-rendszer ezt a besorolást nem ismeri el.

## Származásuk, elterjedésük
Többnyire a mérsékelt éghajlatú területeken élnek.

## Megjelenésük, felépítésük
Lágyszárú egyévesek vagy évelők, olykor cserjék. Leveleik keresztben átellenesek, épek, karéjosak vagy szárnyasan szeldeltek, osztottak. Pálhalevelük nincs. Virágaik szimmetriája sugaras vagy kétoldali.
Egy- vagy kétivarúak, a virágzatuk bogernyő. A csészelevelek száma 5, a szirmoké 3-5, a porzóké 1-4. A magház alsó állású, a termőlevelek száma 3-1. A csészelevél a virágzás idején begöngyölődik, a termés érésekor pelyhes bóbitává, horgas szőrré, sertévé alakul.

## Nemzetségek
- sarkantyúvirág (Centranthus)
- Fedia
- Nardostachys
- Patrinia
- Plectritis
- Pseudobetckea
- macskagyökér (Valeriana)
- galambbegy (Valerianella)